# 大叶川滇蔷薇
大叶川滇蔷薇（学名：Rosa soulieana var. sungpanensis）为蔷薇科薔薇屬下的一个变种。

## 扩展阅读
- 維基物種上的相關：大叶川滇蔷薇